# Сан-Франсиску-ду-Сул
Сан-Франсиску-ду-Сул (порт. São Francisco do Sul) — муниципалитет в Бразилии, входит в штат Санта-Катарина. Составная часть мезорегиона Север штата Санта-Катарина. Входит в экономико-статистический микрорегион Жоинвилли. Население составляет 37 725 человек. Занимает площадь 493 км². Плотность населения — 76,5 чел./км².

## История
Город основан в 1504 году.

## Статистика
- Валовой внутренний продукт на 2002 составляет 1.229.272,00 реалов (данные: Бразильский институт географии и статистики).
- Валовой внутренний продукт на душу населения на 2002 составляет 32.585,00 реалов (данные: Бразильский институт географии и статистики).

## Галерея

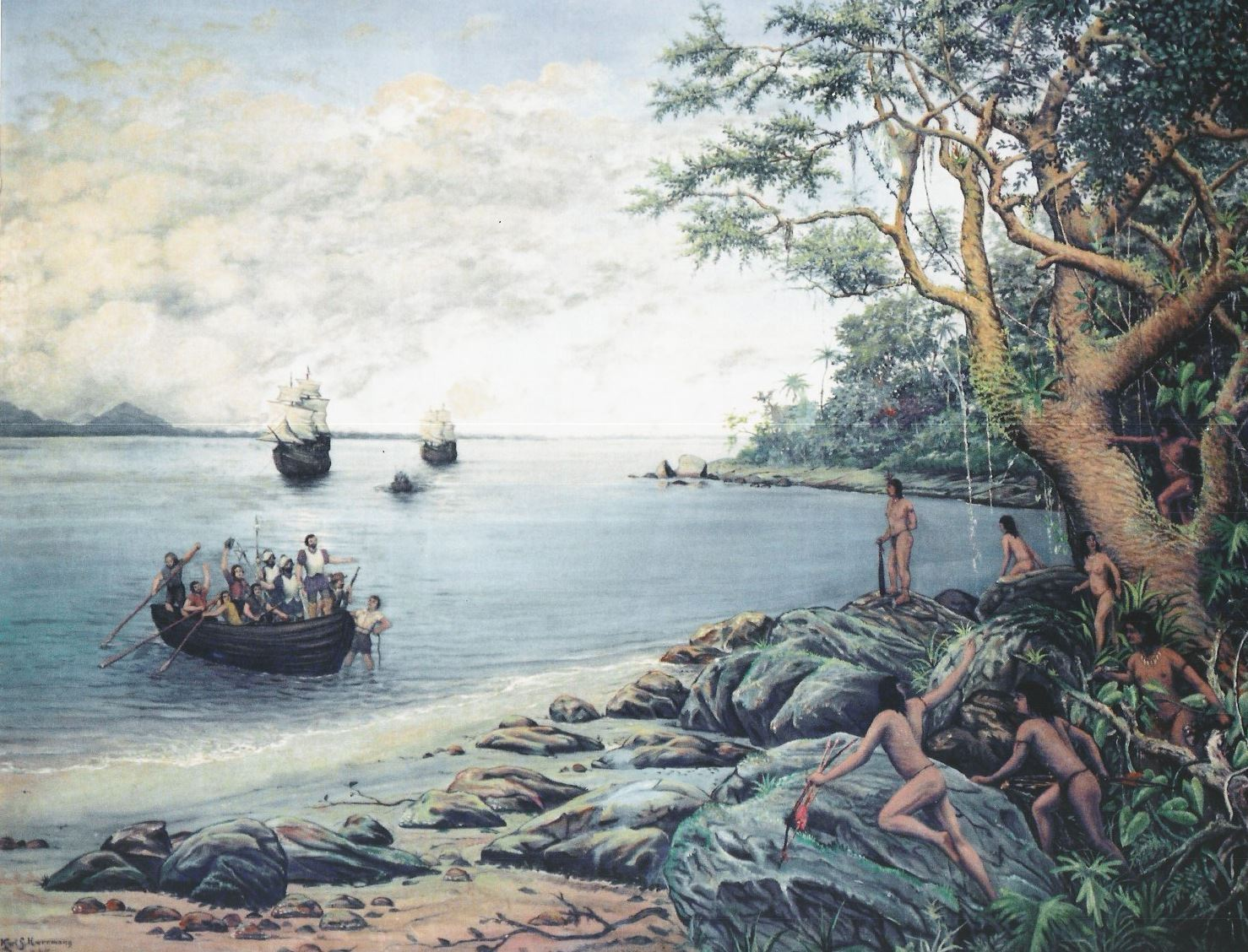
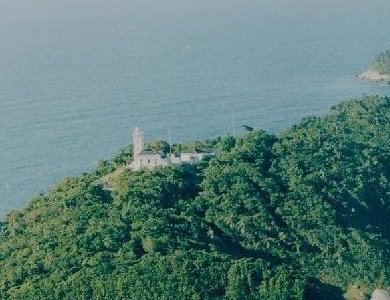

## География
Климат местности: субтропический.